# Copa Amèrica de futbol de 2007
La Copa Amèrica de futbol de 2007 és la 42a edició de la Copa Amèrica de futbol. 

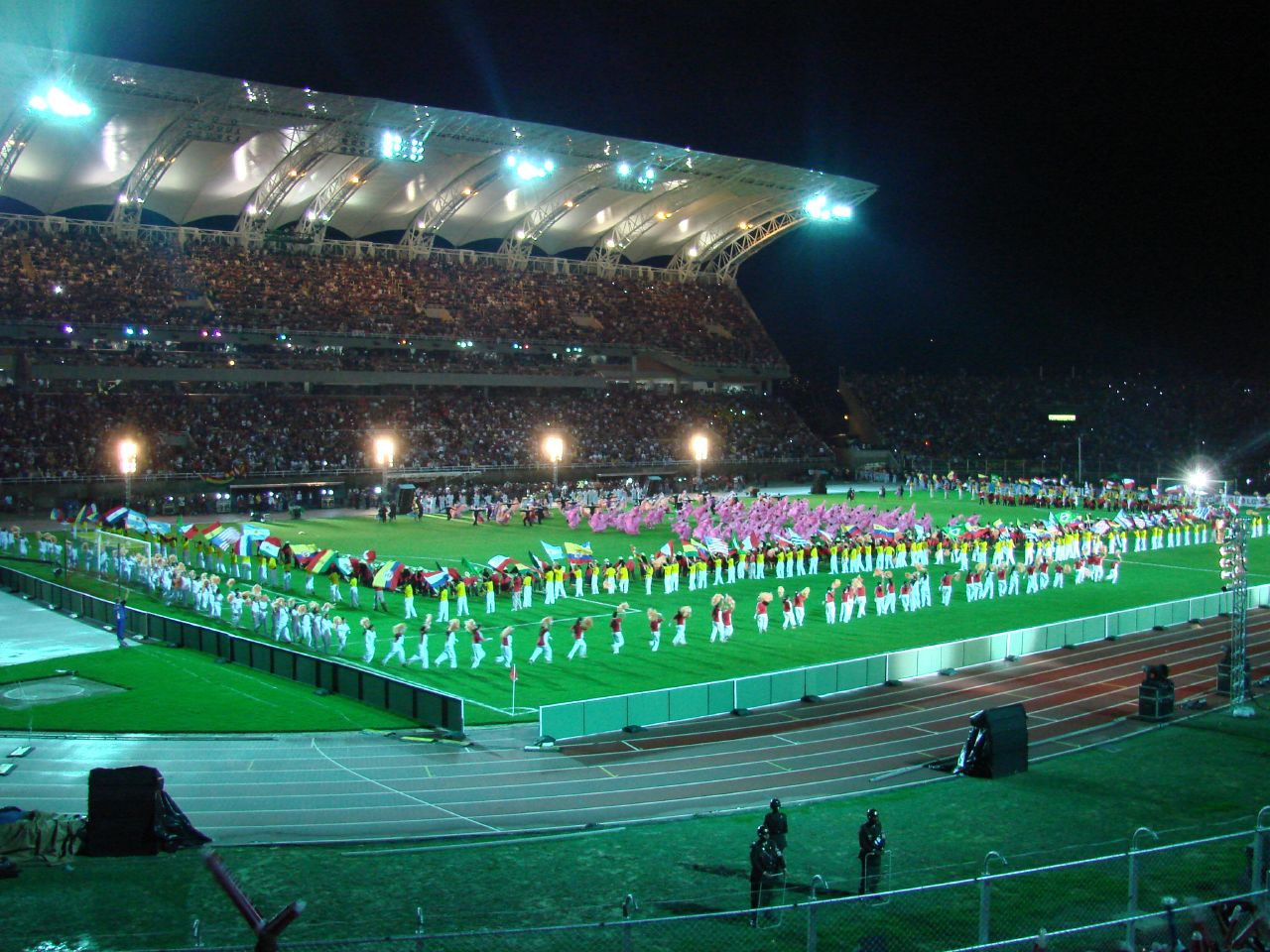
Cerimònia d'inauguració de la Copa Amèrica 2007

La competició és organitzada per la CONMEBOL i es va organitzar per primera vegada a Veneçuela, entre el 26 de juny i el 15 de juliol de 2007. La selecció de Brasil va guanyar el campionat derrotant la selecció de l'Argentina per 3-0.

## Seleccions participants
- Argentina
- Bolívia
- Brasil (campió vigent)
- Colòmbia
- Equador
- Estats Units (convidat)
- Mèxic (convidat)
- Paraguai
- Perú
- Uruguai
- Veneçuela (seu)
- Xile

Vegeu Copa Amèrica de futbol 2007 (Seleccions) per a la llista completa de seleccions.

## Seus
| Maturín                       | Barquisimeto                                                                              | Mérida                                                                                    | Ciudad Guayana                                                                            |
| ----------------------------- | ----------------------------------------------------------------------------------------- | ----------------------------------------------------------------------------------------- | ----------------------------------------------------------------------------------------- |
| Estadio Monumental de Maturín | Estadio Metropolitano de Lara                                                             | Estadio Metropolitano de Mérida                                                           | Estadio Polideportivo Cachamay                                                            |
| Capacitat: 52.000             | Capacitat: 42.000                                                                         | Capacitat: 42.000                                                                         | Capacitat: 41.600                                                                         |
|                               |                                                                                           |                                                                                           |                                                                                           |
| Maracaibo                     | BarinasBarquisimetoCaracasMaracaiboMaturínMéridaPuerto la CruzCiudad GuayanaSan Cristóbal | BarinasBarquisimetoCaracasMaracaiboMaturínMéridaPuerto la CruzCiudad GuayanaSan Cristóbal | BarinasBarquisimetoCaracasMaracaiboMaturínMéridaPuerto la CruzCiudad GuayanaSan Cristóbal |
| Estadio José Pachencho Romero | BarinasBarquisimetoCaracasMaracaiboMaturínMéridaPuerto la CruzCiudad GuayanaSan Cristóbal | BarinasBarquisimetoCaracasMaracaiboMaturínMéridaPuerto la CruzCiudad GuayanaSan Cristóbal | BarinasBarquisimetoCaracasMaracaiboMaturínMéridaPuerto la CruzCiudad GuayanaSan Cristóbal |
| Capacitat: 40.000             | BarinasBarquisimetoCaracasMaracaiboMaturínMéridaPuerto la CruzCiudad GuayanaSan Cristóbal | BarinasBarquisimetoCaracasMaracaiboMaturínMéridaPuerto la CruzCiudad GuayanaSan Cristóbal | BarinasBarquisimetoCaracasMaracaiboMaturínMéridaPuerto la CruzCiudad GuayanaSan Cristóbal |
|                               | BarinasBarquisimetoCaracasMaracaiboMaturínMéridaPuerto la CruzCiudad GuayanaSan Cristóbal | BarinasBarquisimetoCaracasMaracaiboMaturínMéridaPuerto la CruzCiudad GuayanaSan Cristóbal | BarinasBarquisimetoCaracasMaracaiboMaturínMéridaPuerto la CruzCiudad GuayanaSan Cristóbal |
| San Cristóbal                 | Puerto la Cruz                                                                            | Barinas                                                                                   | Caracas                                                                                   |
| Polideportivo de Pueblo Nuevo | Estadio Olímpico Luis Ramos                                                               | Estadio Agustín Tovar                                                                     | Estadio Olímpico de la UCV                                                                |
| Capacitat: 40.000             | Capacitat: 38.000                                                                         | Capacitat: 27.500                                                                         | Capacitat: 24.900                                                                         |
|                               |                                                                                           |                                                                                           |                                                                                           |

## Primera Fase

### Grup A
| Equip     | Pts | PJ | PG | PE | PP | GF | GC | DG |
| --------- | --- | -- | -- | -- | -- | -- | -- | -- |
| Veneçuela | 5   | 3  | 1  | 2  | 0  | 4  | 2  | +2 |
| Perú      | 4   | 3  | 1  | 1  | 1  | 5  | 4  | +1 |
| Uruguai   | 4   | 3  | 1  | 1  | 1  | 1  | 3  | -2 |
| Bolívia   | 2   | 3  | 0  | 2  | 1  | 4  | 5  | -1 |

| Uruguai | 0–3      | Perú                                     |
| ------- | -------- | ---------------------------------------- |
|         | (Report) | Villalta 27' · Mariño 70' · Guerrero 88' |

| Veneçuela                | 2–2      | Bolívia               |
| ------------------------ | -------- | --------------------- |
| Maldonado 20' · Páez 55' | (Report) | Moreno 38' · Arce 84' |

| Bolívia | 0–1      | Uruguai     |
| ------- | -------- | ----------- |
|         | (Report) | Sánchez 58' |

| Veneçuela                   | 2–0      | Perú |
| --------------------------- | -------- | ---- |
| Cichero 48' · Arismendi 79' | (Report) |      |

| Perú             | 2–2      | Bolívia                 |
| ---------------- | -------- | ----------------------- |
| Pizarro 34', 85' | (Report) | Moreno 24' · Campos 45' |

| Veneçuela | 0–0      | Uruguai |
| --------- | -------- | ------- |
|           | (Report) |         |

### Grup B
| Equip   | Pts | PJ | PG | PE | PP | GF | GC | DG |
| ------- | --- | -- | -- | -- | -- | -- | -- | -- |
| Mèxic   | 7   | 3  | 2  | 1  | 0  | 4  | 1  | +3 |
| Brasil  | 6   | 3  | 2  | 0  | 1  | 4  | 2  | +2 |
| Xile    | 4   | 3  | 1  | 1  | 1  | 3  | 5  | -2 |
| Equador | 0   | 3  | 0  | 0  | 3  | 3  | 6  | -3 |

| Equador                    | 2–3      | Xile                            |
| -------------------------- | -------- | ------------------------------- |
| Valencia 16' · Benítez 23' | (Report) | Suazo 20', 80' · Villanueva 86' |

| Brasil | 0–2      | Mèxic                      |
| ------ | -------- | -------------------------- |
|        | (Report) | Castillo 23' · Morales 28' |

| Brasil                       | 3–0      | Xile |
| ---------------------------- | -------- | ---- |
| Robinho 36' (pen.), 84', 87' | (Report) |      |

| Mèxic                    | 2–1      | Equador    |
| ------------------------ | -------- | ---------- |
| Castillo 21' · Bravo 79' | (Report) | Méndez 84' |

| Mèxic | 0–0      | Xile |
| ----- | -------- | ---- |
|       | (Report) |      |

| Brasil             | 1–0      | Equador |
| ------------------ | -------- | ------- |
| Robinho 56' (pen.) | (Report) |         |

### Grup C
| Equip        | Pts | PJ | PG | PE | PP | GF | GC | DG |
| ------------ | --- | -- | -- | -- | -- | -- | -- | -- |
| Argentina    | 9   | 3  | 3  | 0  | 0  | 9  | 3  | +6 |
| Paraguai     | 6   | 3  | 2  | 0  | 1  | 8  | 2  | +6 |
| Colòmbia     | 3   | 3  | 1  | 0  | 2  | 3  | 9  | -6 |
| Estats Units | 0   | 3  | 0  | 0  | 3  | 2  | 8  | -6 |

| Paraguai                                    | 5–0      | Colòmbia |
| ------------------------------------------- | -------- | -------- |
| Santa Cruz 30', 46', 80' · Cabañas 84', 88' | (Report) |          |

| Argentina                               | 4–1      | Estats Units      |
| --------------------------------------- | -------- | ----------------- |
| Crespo 11', 60' · Aimar 76' · Tevez 84' | (Report) | Johnson 9' (pen.) |

| Estats Units | 1–3      | Paraguai                                  |
| ------------ | -------- | ----------------------------------------- |
| Clark 35'    | (Report) | Barreto 29' · Cardozo 56' · Cabañas 90+2' |

| Argentina                                               | 4–2      | Colòmbia                      |
| ------------------------------------------------------- | -------- | ----------------------------- |
| Crespo 20' (pen.) · Riquelme 34', 45' · D. Milito 90+1' | (Report) | E. Perea 10' · Castrillón 76' |

| Estats Units | 0–1      | Colòmbia       |
| ------------ | -------- | -------------- |
|              | (Report) | Castrillón 15' |

| Argentina      | 1–0      | Paraguai |
| -------------- | -------- | -------- |
| Mascherano 79' | (Report) |          |

#### Millors tercers
Els dos millors tercers passen a la segona ronda.

| Pos | Equip    | PJ | PG | PE | PP | GF | GC | DG | Pts |
| --- | -------- | -- | -- | -- | -- | -- | -- | -- | --- |
| 1   | Xile     | 3  | 1  | 1  | 1  | 3  | 5  | −2 | 4   |
| 2   | Uruguai  | 3  | 1  | 1  | 1  | 1  | 3  | −2 | 4   |
| 3   | Colòmbia | 3  | 1  | 0  | 2  | 3  | 9  | −6 | 3   |

## Segona Fase

### Quarts de Final
| Veneçuela  | 1–4      | Uruguai                                        |
| ---------- | -------- | ---------------------------------------------- |
| Arango 41' | (Report) | Forlán 38', 90+1' · García 64' · Rodríguez 86' |

| Xile      | 1–6      | Brasil                                                                   |
| --------- | -------- | ------------------------------------------------------------------------ |
| Suazo 76' | (Report) | Juan 16' · Baptista 23' · Robinho 27', 50' · Josué 68' · Vágner Love 85' |

| Mèxic                                                                              | 6–0      | Paraguai |
| ---------------------------------------------------------------------------------- | -------- | -------- |
| Castillo 5' (pen.), 38' · Torrado 27' · Arce 79' · Blanco 87' (pen.) · Bravo 90+1' | (Report) |          |

| Argentina                                      | 4–0      | Perú |
| ---------------------------------------------- | -------- | ---- |
| Riquelme 47', 85' · Messi 61' · Mascherano 75' | (Report) |      |

### Semifinals
| Uruguai                                                             | 2–2      | Brasil                                                                   |
| ------------------------------------------------------------------- | -------- | ------------------------------------------------------------------------ |
| Forlán 36' · Abreu 69'                                              | (Report) | Maicon 13' · Baptista 41'                                                |
| Tanda de penals                                                     |          |                                                                          |
| Forlán · Scotti · González · C. Rodríguez · Abreu · García · Lugano | 4–5      | Robinho · Juan · Gilberto Silva · A. Alves · Diego · Fernando · Gilberto |

| Mèxic | 0–3      | Argentina                                    |
| ----- | -------- | -------------------------------------------- |
|       | (Report) | Heinze 45' · Messi 61' · Riquelme 65' (pen.) |

### Tercer Lloc
| Uruguai   | 1–3      | Mèxic                                        |
| --------- | -------- | -------------------------------------------- |
| Abreu 22' | (Report) | Blanco 36' (pen.) · Bravo 68' · Guardado 76' |

### Final
| Brasil                                          | 3–0      | Argentina |
| ----------------------------------------------- | -------- | --------- |
| Baptista 4' · Ayala 40' (p.p.) · Dani Alves 69' | (Report) |           |

## Resultat
|  | Quarts de final              | Quarts de final             |                          |       | Semifinals  | Semifinals  |  |  | Final                  | Final |
|  |                              |                             |                          |       |             |             |  |  |                        |       |
|  | 7 de juliol - San Cristobal  |                             |                          |       |             |             |  |  |                        |       |
|  |                              |                             |                          |       |             |             |  |  |                        |       |
|  | Veneçuela                    | 1                           |                          |       |             |             |  |  |                        |       |
|  | Veneçuela                    | 1                           | 10 de juliol - Maracaibo |       |             |             |  |  |                        |       |
|  | Uruguai                      | 4                           |                          |       |             |             |  |  |                        |       |
|  | Uruguai                      | 4                           | Uruguai                  | 2     |             |             |  |  |                        |       |
|  | 7 de juliol - Puerto La Cruz |                             | Uruguai                  | 2     |             |             |  |  |                        |       |
|  |                              | Brasil (p.p.)               | 2                        |       |             |             |  |  |                        |       |
|  | Xile                         | Brasil (p.p.)               | 2                        | 1     |             |             |  |  |                        |       |
|  | Xile                         |                             | 15 de juliol - Maracaibo | 1     |             |             |  |  |                        |       |
|  | Brasil                       | 6                           |                          |       |             |             |  |  |                        |       |
|  | Brasil                       | 6                           | Brasil                   | 3     |             |             |  |  |                        |       |
|  | 8 de juliol - Maturín        |                             | Brasil                   | 3     |             |             |  |  |                        |       |
|  |                              | Argentina                   | 0                        |       |             |             |  |  |                        |       |
|  | Mèxic                        | Argentina                   | 0                        | 6     |             |             |  |  |                        |       |
|  | Mèxic                        | 11 de juliol - Puerto Ordaz |                          | 6     |             |             |  |  |                        |       |
|  | Paraguai                     | 0                           |                          |       |             |             |  |  |                        |       |
|  | Paraguai                     | 0                           | Mèxic                    | 0     | Tercer lloc | Tercer lloc |  |  |                        |       |
|  | 8 de juliol - Barquisimeto   |                             | Mèxic                    | 0     | Tercer lloc | Tercer lloc |  |  |                        |       |
|  |                              | Argentina                   | 3                        |       |             |             |  |  |                        |       |
|  | Argentina                    | Argentina                   | 3                        | 4     | Uruguai     | 1           |  |  |                        |       |
|  | Argentina                    |                             |                          | 4     | Uruguai     | 1           |  |  |                        |       |
|  | Perú                         | 0                           |                          | Mèxic | 3           |             |  |  |                        |       |
|  | Perú                         | 0                           |                          |       | 3           |             |  |  |                        |       |
|  |                              |                             |                          |       |             |             |  |  | 14 de juliol - Caracas |       |
|  |                              |                             |                          |       |             |             |  |  |                        |       |

| Copa Amèrica 2007  |
| ------------------ |
| Brasil             |
| Brasil Vuitè títol |

## Golejadors
6 gols
- Robinho

5 gols
- Juan Román Riquelme

4 gols
- Nery Castillo

3 gols
- Hernán Crespo
- Júlio Baptista
- Humberto Suazo
- Omar Brasilvo
- Salvador Cabañas
- Roque Santa Cruz
- Diego Forlán

2 gols
- Javier Mascherano
- Lionel Messi
- Jaime Moreno
- Jaime Castrillón
- Cuauhtémoc Blanco
- Claudio Pizarro
- Sebastián Abreu

1 gol
- Pablo Aimar
- Gabriel Heinze
- Diego Milito
- Carlos Tévez
- Juan Carlos Arce
- Jhasmani Campos
- Daniel Alves
- Josué
- Juan
- Vágner Love
- Maicon
- Carlos Villanueva
- Edixon Perea
- Cristian Benítez
- Edison Méndez
- Luis Antonio Valencia
- Fernando Arce
- Andrés Guardado
- Ramón Morales
- Gerardo Torrado
- Edgar Barreto
- Oscar Cardozo
- Juan Carlos Mariño
- José Paolo Guerrero
- Miguel Villalta
- Ricardo Clark
- Eddie Johnson
- Pablo García
- Cristian Rodríguez
- Vicente Sánchez
- Juan Arango
- Daniel Arismendi
- Alejandro Cichero
- Giancarlo Maldonado
- Ricardo David Páez

En pròpia porta
- Roberto Ayala